# Cheeseburger
Een cheeseburger of kaasburger is een hamburger met een plakje kaas op het vlees. De cheeseburger wordt vooral geserveerd in horecagelegenheden. Vaak is een deel van de kaas vervangen door analoogkaas die goedkoper is.
De eerste cheeseburgers werden in 1934 gemaakt in Kaelin's Restaurant in Louisville, maar het handelsmerk voor de naam cheeseburger werd in 1935 aan Louis Ballast van de Humpty Dumpty Drive-In in Denver toegekend.
Omdat joden geen combinatie van melkproducten en vlees mogen eten volgens hun religieuze wetten en daarom nooit een klassieke cheeseburger mogen hebben, bedacht restaurant Talia’s Steakhouse een alternatief. Het kwam met de Kosher Parve Cheeseburger: een broodje hamburger met een plakje tofoe dat smaakt als kaas.